# 13223 Cenaceneri
13223 Cenaceneri este un asteroid din centura principală de asteroizi.

## Descriere
13223 Cenaceneri este un asteroid din centura principală de asteroizi. A fost descoperit pe 13 august 1997 la San Marcello Pistoiese de Luciano Tesi. Asteroidul prezintă o orbită caracterizată de o semiaxă mare de 2,27 ua, o excentricitate de 0,19 și o înclinație de 7,7° în raport cu ecliptica.